# Anfípolis
Anfípolis (em grego: Ἀμφίπολις; romaniz.: Amphípolis) era uma cidade grega na região habitada pelos edônios, hoje periferia da Macedônia Oriental e Trácia. Foi construída num planalto na margem oriental do rio Estrimão onde ele emerge do lago Cercinite, 3 metros acima do mar Egeu. Fundada em 437 a.C., a cidade foi enfim abandonada no século VIII d.C..

## Origem da cidade

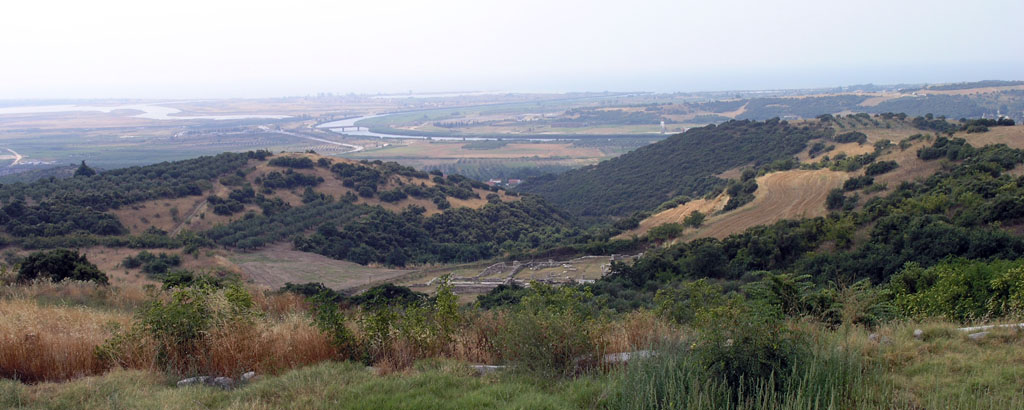
Vista do delta do rio Estrimão da acrópole de Anfípolis

Através do século V a.C., Atenas consolidou seu controle sobre a Trácia, que foi estrategicamente importante graças a seus materiais primários (o ouro e prata das colinas Pangaião e as densas florestas essenciais para construção naval), e as rotas marítimas vitais para provisões atenienses de cereais da Cítia.
Após uma primeira tentativa mal-sucedida de colonização em 497 a.C. pelo tirano milésio Histieu, os atenienses fundaram uma primeira colônia em Ennea-Hodoi (Nove Caminhos) em 465 a.C., mas os primeiros dez mil colonizadores foram massacrados pelos trácios (Tucídides I, 100, 3). Uma segunda tentativa nasceu em 437 a.C. no mesmo lugar sob o comando de Hagnão, filho de Nícias.
O novo núcleo recebeu o nome de Anfípolis (literalmente, "ao redor da cidade"), um nome que é o subjeito de debates lexicográficos. Tucídides clama o nome vindo do fato que o rio flui "ao redor da cidade" em dois lados (); contudo uma nota no Suda (também dado no léxico de Fócio) oferece uma explanação diferente aparentemente dada por Mársias, filho de Periandro: que uma grande proporção da população viveu "ao redor da cidade". Contudo, uma explanação mais provável é a dada por Júlio Pólux: que o nome indica a redondeza de um istmo. Depois, nasceu a seguinte definição: uma cidade dos atenienses ou da Trácia, que foi chamada Nove Caminhos, (assim nomeada) porque é envolvida pelo rio Estrimão. Esta descrição corresponde ao lugar atual da cidade (veja mapa adjacente), e à descrição de Tucídides.
Anfípolis subsequentemente tornou-se a principal base de força dos atenienses na Trácia e, consequentemente, um alvo de cobiça para seus adversários espartanos. A população ateniense cresceu muito mais na minoria dentro da cidade (Thucydide, IV.105.1=4.105).

## De colônia ateniense a província romana

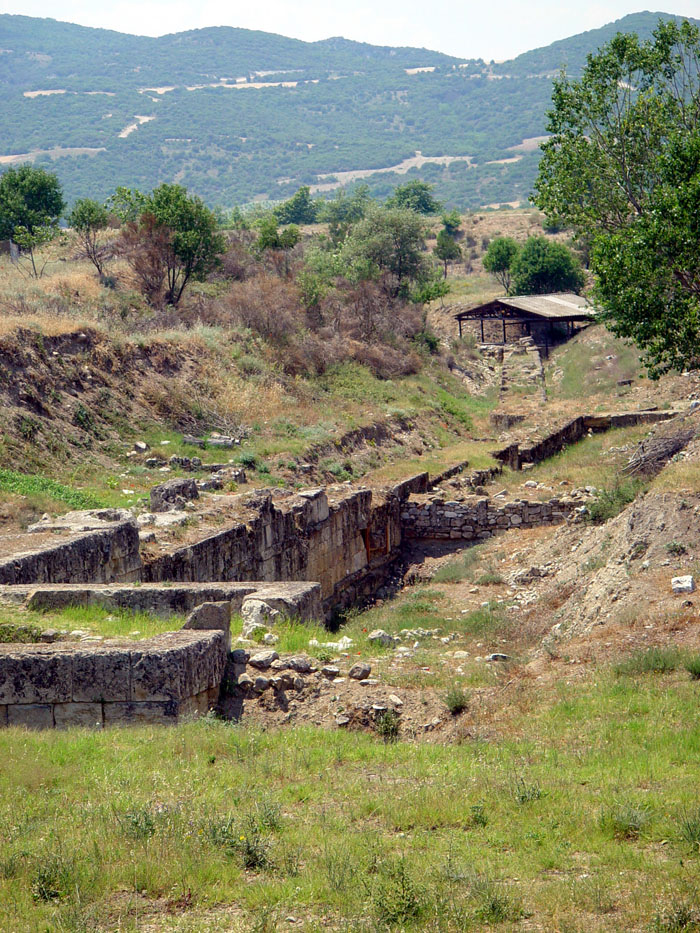
Fortificações e ponte de Anfípolis

Em 357 a.C., Filipe II removeu o bloco que Anfípolis apresentou na estrada para controle macedônio da Trácia por conquistar a cidade, que Atenas julgou em vão bloquear de novo durante os anos prévios. Conforme o historiador Teopompo, a conquista veio a ser o objeto de um acordo secreto entre Atenas e Filipe II, que devolveria a cidade em troca para a cidade fortificada de Pidna, mas o rei macedônio rechaçou o acordo, recusando a ceder Anfípolis e pondo cerco a Pidna. Após a conquista de Filipe, a cidade não foi imediatamente incorporada ao reino, e por algum tempo preservou suas instituições e um certo grau de autonomia. A fronteira com a Macedônia não foi mudada ao leste; contudo, Filipe mandou um número de governadores macedônios a Anfípolis, e em muitos respeitos a cidade foi efetivamente "macedonianizada". Nomenclatura, o calendário e a moeda (instalada por Filipe para capitalizar nas reservas de ouro das colinas Pangaião, substituindo o dracma anfipolitano) foram substituídos por equivalentes macedônios.
No reino de Alexandre, Anfípolis foi uma importante base naval, e o lugar de nascimento de três dos mais famosos almirantes macedônios: Nearque, Andróstenes e Laomedonte.